# Троянда жовта
Троянда жовта (Rosa foetida) — вид рослин з родини розових (Rosaceae); поширений у західній і центральній Азії.

## Опис
Кущ до 3(4) м заввишки. Молоді гілки каштаново-бурі, голі, часто блискучі. Колючки нерівномірно посаджені на стеблах, шилоподібні, солом'яного кольору, різко розширені біля основи. Листочків (5)7–9, до 20 мм завдовжки, еліптичні або обернено-яйцюваті, гострі або тупі, голі з обох боків або мало-запушені знизу, гладкі або залозисті, подвійно або рідко просто пилчасті. Квітки поодинокі або 2–3. Квітконіжки гладкі або із залозами. Чашолистки, як правило, з бічними частками, рідко цілі, розширені на верхівці, стійкі. Пелюстки довжиною до 30(35) мм, жовті, іноді насичені червоним знизу. Плоди шипшини оранжево-червоні, восени сферичні.

## Поширення
Країни поширення: Афганістан, Іран, Ірак, Туреччина, Азербайджан, Киргизстан, Таджикистан, Пакистан; також культивується.